# Főtér (televíziós sorozat)
A Főtér a Magyar Televízió ismeretterjesztő sorozata volt, ami 1999 és 2010 között vasárnaponként futott az MTV 1-en. Minden epizódban egy település vagy tájegységnek a nevezetességeit mutatták be (leginkább Magyarországot), köztük a műemlékeket, néprajzot, a turistalátványosságokat, illetve az adott környék speciális ételeit, de előfordult, hogy egy teljes műsorban a bemutatott településen zajló ünnepségről, vagy más ott zajló nagy eseményről tudósítottak (pl.: a 2001. december 16-i soproni adásban az 1921-es Soproni népszavazás 80 éves évfordulója alkalmából tartott két napos rendezvénysorozatról tudósítottak. A 2001-es árvízről pedig két nem tervezett rendkívüli adással tudósítottak 2001. március 11-én Tokaj, március 18-án meg Tarpa környéki helyszínekről).

## Története
A sorozat 1999. november 14-én indult, az első részben Gárdonnyal és környékével foglalkoztak, még az utolsó 2010. június 6-i Szubjektív országjáró című adásban a korábbi adásokból válogattak, bár az utolsó 2010-es évben 1 műsor kivételével mindegyik korábbi adásokból volt összeállítva, amik mind különböző témákra voltak osztva, pl. Templomok Magyarországon, Ínyenctúra, Balaton télen-nyáron, Tolnától Baranyáig, Szomszédolás, Föld alatti Magyarország stb. Ezeknél az epizódoknál csak az elején és végén lévő „köszönős” jelenetet rögzítették 2010-ben. Az említett kivétel egy 2010. január 10-i 12 perces adás volt, amely Pécs 2010-es Európa Kulturális Fővárossá válásáról szólt. A 2010. június 6-i adás után már csak a régebbi adásokat ismételték. 
A legelső adásokban két műsorvezető volt, és minden műsorba meghívtak vendégként egy népszerű (általában televíziós) személyt, később a vendégeket mellőzték, és csak egy műsorvezető volt az adásban, bár a 2000-es évek első évtizede közepétől ismét előfordult, hogy egy adásban két műsorvezető volt. Az első három évben az adásokban nem csak az adott környék látványosságait és ételeit mutatták be, hanem beszéltek például a települések gondjairól, a fejlesztési terveikről, valamint a helyi sajtóról és médiáról. A 2003-as évtől már kimondottan az adott környék turisztikai érdekességeinek, és a környék ételeinek bemutatása volt a fő cél. 
A műsor főszerkesztője az első adástól a 2002. november 3-i kolozsvári adásig Bolyáki Attila volt, majd a 2002. november 10-i székesfehérvári adástól a legutolsó adásig Nagy György lett a műsor főszerkesztője és narrátora (pl. Kassa).
A műsorok időtartama eleinte kb. 115 perc volt, majd kb. 15 rész után 90 percessé rövidültek, 2001-től változóan kb. 50, 75, 90 perces adások voltak, 2003-ban javarészt csak 40 perc volt az adások hossza, majd 2004-től már 50 perc lett az adások hossza.
Az új részek mellett az m1 és m2 többször ismételte a korábbi adásokat (ezeknél az ismétléseknél a "játék" részt (amikor a nézőknek kérdéseket tesznek fel, illetve kisorsolják a helyes megfejtőket), valamint a "következő adás ajánló"-ját kivágták (sajnos olyan is előfordult néha, hogy riportokat is kivágtak, a 2001-es Kapuvár térségével foglalkozó adás m2 általi 2011-es és 2012-es ismétlésénél csak a műsor második felét adták le). A sorozatból több válogatás jelent meg VHS-kazettán és DVD-n is. 2015 óta az M3 csatorna kezdte ismételni a legelső résztől (ők az eredeti kópiákat adják, tehát "játék" és "következő adás ajánló"-jával együtt), emellett a Nemzeti Audiovizuális Archívumba is felkerült rengeteg rész. 2020-ban az M5, csatorna is elkezdte néhány epizódját ismételni (ők hol "vágott", hol "eredeti" kópiával adják). 2022-ben a Duna World is elkezdte ismételni a 2001-es adásoktól (eredeti kópiával).

## VHS és DVD megjelenés
A MOKÉP gondozásában 8 VHS kazettán és DVD lemezen jelent meg válogatás, amelyekre 2002 és 2005 között készült adások kerültek:
- A Főtér receptjei
- Főtér Pest megyében
- Főtér Vas megyében
- Főtér Nógrád megyében
- Főtér Borsod-Abaúj-Zemplén megyében
- Főtér Csongrád megyében
- Főtér Veszprém megyében
- Főtér Komárom-Esztergom megyében

## Díjak
- A műsor szerkesztősége 2005-ben Podmaniczky-díjat kapott.

## Érdekesség
- 2002-től a határon túli településekkel foglalkozó részek a Határátkelő című műsorral készített közös produkciók voltak, a címnél rendszerint ez szerepelt, hogy Főtér Határátkelő. Amit vasárnap Főtér címen sugároztak, azt adták le a rá következő kedden Határátkelő címen.